# Gourdon (Ardèche)
 Gourdon  es una comuna y población de Francia, en la región de Ródano-Alpes, departamento de Ardèche, en el distrito y cantón de Privas.
Su población en el censo de 1999 era de 79 habitantes.
Está integrada en la  Communauté de communes de la Roche de Gourdon.

## Demografía
| 167 | 133 | 99 | 96 | 83 | 79 |
| Para los censos de 1962 a 1999 la población legal corresponde a la población sin duplicidades (Fuente: INSEE [Consultar]) |     |    |    |    |    |